# 체스터 니미츠
체스터 윌리엄 니미츠(영어: Chester William Nimitz, 1885년 2월 24일 ~ 1966년 2월 20일)는 제2차 세계 대전 동안 태평양 지역의 미국과 연합국의 부대를 지휘한 총사령관이었다. 1939년에는 잠수함 분야에서 미국 최고 권위자였으며, 동시에 미해군 항해국의 국장이었다. 생존했던 마지막 미국 해군의 함대제독(Fleet Admiral)이다. 그를 기리기 위하여 니미츠급 항공모함이라는 이름이 붙여졌다. 뇌졸중과 폐렴으로 예르바 부에나 섬의 자택에서 사망했다 

## 젊은 시절
체스터 윌리엄 니미츠는 체스터 버나드 니미츠(Chester Bernhard Nimitz)와 애나 행크 니미츠(Anna Henke Nimitz) 부부 사이에서 태어났다. 현재 니미츠가 태어난 텍사스주 프레더릭스버그의 집은 기념관이 되었다. 니미츠의 아버지는 니미츠가 태어나기 전에 돌아가셨다. 니미츠는 독일 상선의 선원이었던 할아버지 찰스 H 니미츠(Charles H. Nimitz)로부터 많은 영향을 받았는데, 니미츠의 할아버지는 니미츠에게 "바다는 - 인생과 마찬가지로 - 매우 엄격한 선생님(Stern taskmaster)이란다. 네가 바다와 함께 잘 해 나갈 수 있는 가장 좋은 방법은, 우선 네가 배울 수 있는 모든 것을 배운 다음, 일에 있어서 최선을 다하고, 그리고 걱정하지 않는 거란다. - 특히 네가 어쩔 수 없는 것들에 대해서 말이지" 라고 가르쳤다.
어렸을 적 니미츠는 웨스트포인트에 진학하여 육군 장교가 되기를 희망하였지만 가능한 자리가 없었다. 니미츠가 살던 지역의 하원 의원이었던 제임스 L 슬레이든(James L. Slayden)은 니미츠에게 해군에 한 자리가 있는데, 이를 가장 적합한 지원자에게 줄 것이라고 말하였다. 니미츠는 이것이 교육을 더 받을 수 있는 유일한 기회라 여겼고, 그 자리를 얻기 위해 여가 시간을 공부하면서 보냈다. 1901년 니미츠는 텍사스의 12번째 하원 의원 선거구로서 미국 해군사관학교에 입학하였다. 이 후 1905년 1월 144명 중 7등이라는 우수한 성적으로 졸업하였다. 그는 제2차 세계 대전 태평양 전역 내내 "아일랜드 호퍼(Island Hopper)" 로서 알려졌다.

## 군 경력

### 초기 경력
니미츠는 샌프란시스코에서 전함 오하이오에 합류하여 극동 지역으로 항해하였다. 1906년 9월에는 장갑순양함 볼티모어로 전출되었다. 1907년 1월 31일 바다에서 2년을 보낸 니미츠는 법에 따라 소위로 임관하였다. 1907년에는 아시아 지역 주둔지에 머물면서, 파네이(panay) 함과 베인브릿지(Bainbridge) 급 구축함 디케이터(uss decatur), 경순양함 덴버에 차례대로 복무하였다.
니미츠가 22살이었던 어느 어두웠던 저녁, 필리핀 군도에서 지휘했던 낡은 디케이터가 퇴적물에 둘러 쌓인 적이 있었다. 당시 이 근해의 해도는 그리 정확하지 않거나 아예 없는 상황이었지만, 니미츠는 이 일로 군법 회의에 회부되어, 해군 함정을 위험하게 한 죄로 유죄 판결과 함께 견책서를 받았다. 비록 이 사건이 그의 출세를 끝나게 할 수도 있었지만, 몇 년이 지난 후 니미츠는 이 일에 대해 웃어 넘길 수 있게 되었다.
1913년 4월 니미츠는 캐서린 밴스 프리먼(Catherine Vance Freeman)과 결혼하였다.

### 제 2차 세계대전
1941년 12월 7일 일본이 진주만을 기습하자 미국은 제2차 세계 대전에 참전하게 되었다. 그로부터 10일 후인 12월 17일에 니미츠는 미국 태평양함대 최고사령관에 임명되었다. 임명 당시 계급은 해군 소장이었으나 12월 31일에 해군 대장으로 보직진급했다. 니미츠는 진주만 기습에서 손상된 미국 태평양함대의 전력과 일본해군과의 차이를 극복하고 효율적으로 태평양 함대를 지휘했다. 1942년 3월 24일에 창설된 미국-영국 합동참모본부의 주요 이슈중 하나는 태평양전쟁에서 미국의 전술적 역할 이었다. 6일후에 미국 합동참모본부에서는 태평양지역 전선 미군을 3개로 분할하여 편성하였는데 태평양 지역(POA), 남서태평양방면지역 (SWPA, 더글러스 맥아더가 사령관으로 있었다.), 남동태평양방면지역(SEPA)으로 나누었다. 합동참모본부에서는 니미츠를 태평양방면 최고사령관으로 임명하였다. 이 직책은 그 지역에서의 모든 연합군 (지상군, 해군, 공군)을 지휘할 수 있었다. 그러나 남서태평양방면 지역의 군지휘권은 제외되었는데 맥아더가 이 지역을 맡고 있었기 때문이다. 그는 산호해 해전, 미드웨이 해전, 솔로몬섬 전투에서 작전을 입안했었으며 일본군을 패퇴시켰다. 1944년 12월 19일에 프랭클린 루즈벨트 대통령은 그를 미국 해군원수로 진급시켰다.

### 2차 세계대전 종전후
1945년 11월 26일에 미국상원에서 그는 미국 해군 참모총장으로 지명, 승인받았다.
1. ↑  미 해군 원수